# Brug Ouderkerk
De brug Ouderkerk is een dubbele basculebrug in de N522 over de rivier de Amstel. Hij verbindt de Burgemeester Stramanweg in het tot de gemeente Ouder-Amstel behorende deel van het Noord-Hollandse dorp Ouderkerk aan de Amstel met de Oranjebaan in het tot de gemeente Amstelveen behorende gedeelte van Ouderkerk aan de Amstel.
Op de rechteroever van de Amstel loopt het Hooger einde-Zuid langs de brug over in het Hooger einde-Noord. Op de linkeroever loopt de Amstelzijde over in de Amsteldijk-Noord.
De huidige brug is in etappes in 2022-2023 in gebruik genomen, ter vervanging van de oude brug uit 1937-1939. Deze brug wordt bediend vanuit de provinciale bediencentrale De Lange Balk in Heerhugowaard.

## Geschiedenis
In Ouderkerk lag al sinds 1356 een brug over de Amstel, maar tussen 1531 en 1613 was de brug door achterstallig onderhoud weer verdwenen en vervangen door een veerbootje. Daarna verschenen in de loop der jaren weer verschillende bruggen waar ook tol werd geheven.

### Lange Brug
In het centrum van Ouderkerk lag in het verlengde van de Brugstraat een houten dubbele ophaalbrug, de Lange Brug. Deze brug is in 1937 afgebroken en verplaatst naar het Nederlands Openluchtmuseum in Arnhem. Op de plek van deze brug vaart nu op zondagen in het zomerhalfjaar het Jan Coevertveer.

### Provinciale brug
Tussen 1937 en 1939 werd, ten noorden van de dorpskern, door de provincie een nieuwe basculebrug gebouwd en in 1939 in gebruik genomen in de Provinciale weg 522. Deze brug werd ter plekke bediend.

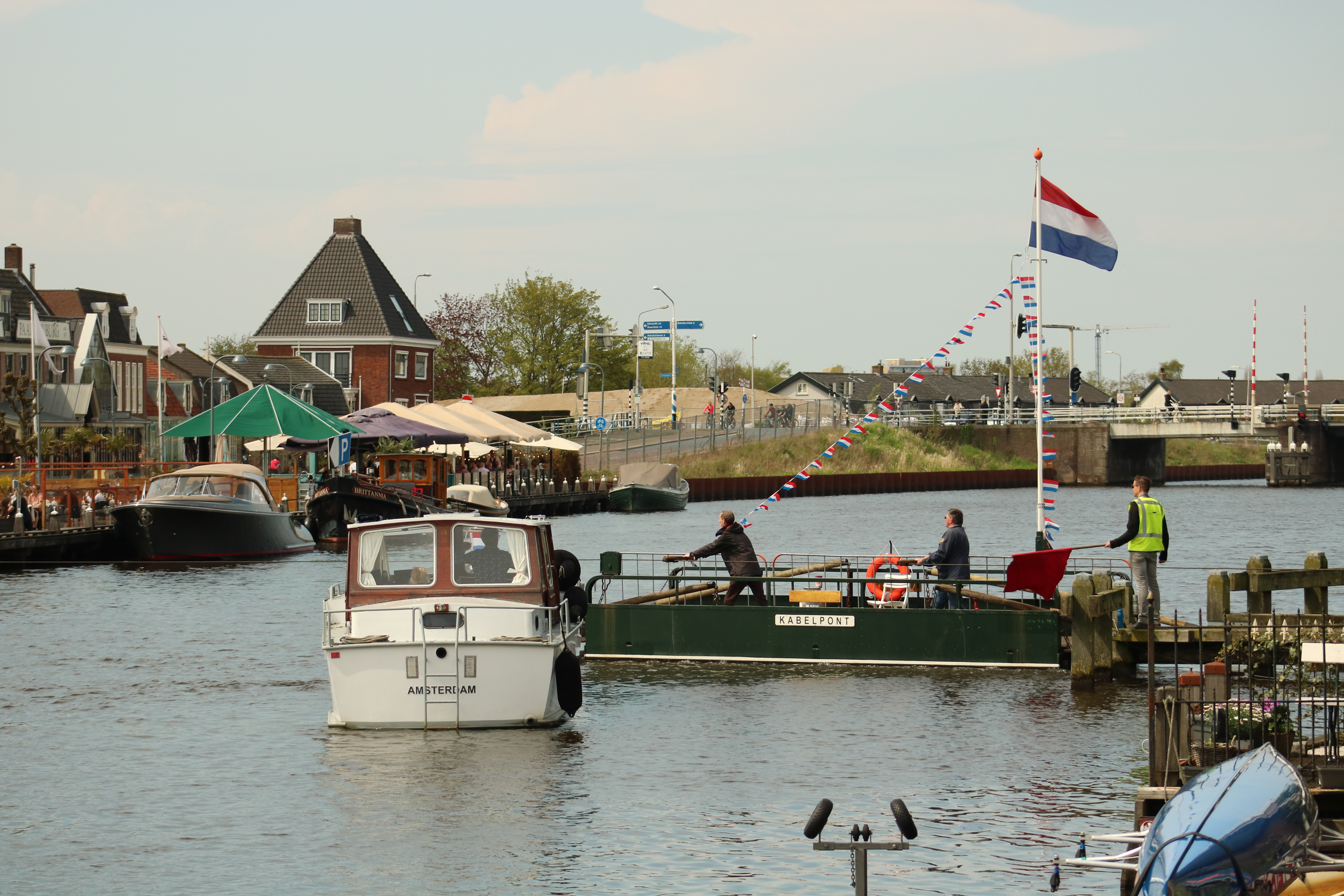
Het Jan Coevertveer, dat de in 1937 afgebroken Lange Brug vervangt, met op de achtergrond de oude Brug in de Burgemeester Stramanweg uit 1939

 Voor de ingebruikname van Rijksweg 9 ging al het verkeer over de brug en omdat de brug maar een tweetal rijstroken heeft werd ter vergroting van de capaciteit en tijdens het onderhoud van de brug in 1969 een vaste hooggelegen noodbrug (type Baileybrug) naast de brug geplaatst die in 1976 weer werd verwijderd na de ingebruikname van de A9.
De oude brug had voor zover bekend geen naam, maar werd in de volksmond Brug over de Amstel (bij Ouderkerk), brug in de N522, Nieuwe Brug of Provinciale Brug genoemd..
Deze brug had twee rijbanen, aan de noordkant een smal tweerichtingsfietspad en aan de zuidkant een voetpad. De brug was smaller dan de aanvoerwegen waardoor er regelmatig filevorming voor de brug ontstaat. Begin 21e eeuw werd daarom gezocht naar een vervanging.

#### Brug Ouderkerk

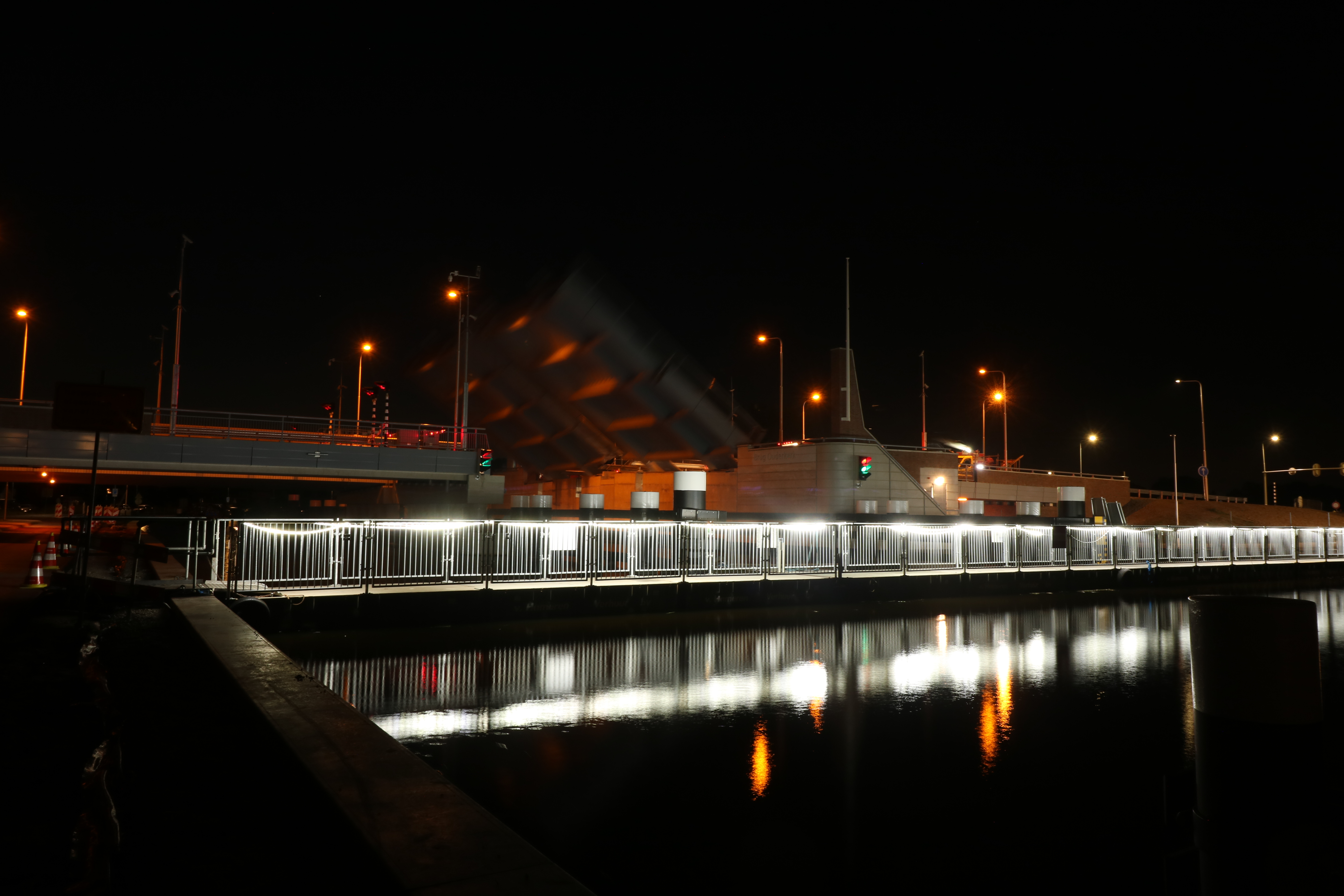
De nieuwe Brug Ouderkerk vlak voor de opening, tijdens nachtelijke testen. Voor langzaam verkeer was een pontonbrug over het water geplaatst.

De provincie Noord-Holland heeft daarom de mogelijkheden bestudeerd voor vervanging van de brug. Een van de opties was een aquaduct met aparte busstroken in combinatie met een brug voor langzaam verkeer. Uiteindelijk is gekozen voor een andere optie; een nieuwe brug uit twee delen met aparte busstroken waarbij rekening gehouden wordt met mogelijke vertramming van het R-net.
In de loop van 2018 werd begonnen met de voorbereidende werkzaamheden om ruimte te maken voor de bouw zoals het kappen van bomen en struiken. Het was de bedoeling dat jaar te beginnen met de daadwerkelijke vervanging van de brug maar dat is uitgesteld tot naar 2021. In de loop van 2021 zijn de werkzaamheden daadwerkelijk begonnen. In het najaar van 2021 is het contragewicht van het noordelijke brugdeel op een tijdelijke constructie in de basculekelder geplaatst. Op 10 januari 2021 is het val van de brug geplaatst. Op 13 januari zouden het contragewicht en de val aan elkaar gekoppeld worden, maar dat is naar beneden gevallen en heeft daarbij de vloer van de basculekelder beschadigd, waarna deze vol water liep, ook raakte een bouwvakker gewond.
De nieuwe brug bestaat uit twee afzonderlijke bruggen. De noordelijke brug is als eerste gebouwd en geopend in 2022, deze bestaat uit één brede rijbaan (tijdens de bouw van de zuidelijke brug in gebruik als twee rijbanen, een voor elke richting) en een breed tweerichtingsfietspad (tijdens de bouw van de zuidelijke brug ook voetpad).
Op 23 juli 2022 is de noordelijke brug geopend. Aansluitend is de brug uit 1937 buiten gebruik genomen en gesloopt. Vervolgens is ten zuiden van de eerste brug een tweede brug gebouwd en op 15 juli 2023 geopend.
Op 22 november 2023 werd door de wegbeheerder een mankement aan de brug geconstateerd, waardoor deze per direct voor alle verkeer gesloten werd. In allerijl werd het naburige Jan Coevertveer in de vaart genomen om verbinding over de Amstel voor voetgangers en fietsers te bieden. Later die dag werd het veer vervangen door een pontonbrug, en in de avond werd de brug weer vrijgegeven, wel met een snelheidsbeperking van 30 km/h en een stremming voor de scheepvaart. In januari 2024 werd bekend dat het draaimechanisme van de noordelijke brug door een inschattingsfout te zwak is gemaakt en defect is geraakt. Dit onderdeel is versterkt, waardoor de brug in maart 2024 weer open kon.
Op 19 juli 2024 werd de brug gekoeld met water om te zorgen dat deze niet te veel uitzette. Dit leverde eerder problemen op, omdat het koelwater de basculekelder in liep. Als maatregel werd de brug dicht gehouden voor scheepvaartverkeer. In diezelfde week plant de provincie om meer ruimte tussen brugdek en landhoofd te creëren, waardoor het probleem van klemmen bij hitte opgelost zou moeten zijn.

## Gebruik
De brug leidt Provinciale weg 522 over de Amstel, en is daarmee een belangrijke lokale verbinding tussen Amstelveen en Amsterdam-Zuidoost, daarnaast is het de enige vaste oeververbinding tussen de beide zijden van Ouderkerk aan de Amstel.
Buslijnen 171, 300 en 356 van Connexxion rijden over de brug. De brug wordt hierbij in het spitsuur afgezien van de zomer zeer intensief bereden met 36 bussen per uur. Op zondag rijden er 20 bussen per uur. Aan beide zijden bestaat in één richting een vrije busbaan naar de brug toe.
Aan de Ouder-Amstelse zijde (rechteroever) van de brug is een gelijkvloers kruispunt, de wegen Hoger Einde-Noord en Hoger Einde-Zuid bieden hier aansluiting op de Burgemeester Stramanweg. Voor fietsers is het niet mogelijk deze weg over te steken, er is een onderdoorgang langs de Amstel.
Aan de Amstelveense zijde (linkeroever) is het oude kruispunt opgeheven en verder westwaarts verplaatst. De Amstelzijde en Amsteldijk Noord buigen vlak voor de brug af om in dit nieuwe kruispunt samen te komen. Voor fietsers en voetgangers is hier juist wel een doorgaande verbinding onder de brug door gemaakt.